# Älgshorn
Älgshorn är en sjö i Sandvikens kommun i Gästrikland och ingår i Gavleåns huvudavrinningsområde. Sjön är 12,5 meter djup, har en yta på 0,0552 kvadratkilometer och befinner sig 195,1 meter över havet. Sjön avvattnas av vattendraget Ginsjöbäcken.

## Delavrinningsområde
Älgshorn ingår i det delavrinningsområde (673307-153814) som SMHI kallar för Ovan 673037-154016. Medelhöjden är 168 meter över havet och ytan är 4,83 kvadratkilometer. Det finns inga avrinningsområden uppströms utan avrinningsområdet är högsta punkten. Ginsjöbäcken som avvattnar avrinningsområdet har biflödesordning 3, vilket innebär att vattnet flödar genom totalt 3 vattendrag innan det når havet efter 58 kilometer. Avrinningsområdet består mestadels av skog (81 procent). Avrinningsområdet har 0,05 kvadratkilometer vattenytor vilket ger det en sjöprocent på 1,1 procent.